# Mediawan Skyhigh
Mediawan Skyhigh, tot 1 april 2024 Skyhigh TV geheten, is een van oorsprong Nederlands bedrijf dat televisieprogramma's en formats produceert, ontwikkelt en nationaal en internationaal verkoopt. Het bedrijf is in 2018 overgenomen door de Franse Lagardère Group.
Het bedrijf is in 1999 gestart door Bernard van den Bosch, Marc Dik, Wilfred Drechsler en Bert van Leeuwen, en produceert tv-programma's voor diverse publieke en commerciële omroepen.
Succesvolle programma's als De Slimste Mens, Anita wordt opgenomen, Vier handen op één buik, House rules: stellen verbouwen ons huis, De slechtste chauffeur van Nederland, Over Mijn Lijk, Het Familiediner, Hij is een Zij zijn door Skyhigh TV geproduceerd.
Over Mijn Lijk was het eerste Skyhigh TV-programma dat prijzen won en aan het buitenland werd verkocht. Zowel in 2006 als in 2008 was Over Mijn Lijk met een 8,5 het door het publiek best gewaardeerde programma van de Nederlandse Publieke Omroep (NPO) van dat seizoen. Wekelijks keken ongeveer 550.000 mensen. Ook won Over Mijn Lijk een Gouden Beeld als beste informatieve programma van 2006. Over Mijn Lijk is ook in België te zien geweest onder de naam Doodgraag leven en de Zweedse versie Himlen kan vänta won de belangrijkste tv-prijs in Zweden, de TV-Kristallen, de Zweedse tegenhanger van de Emmy Awards.
In 2014 ontstond er commotie over het door Skyhigh ontwikkelde programma Project P (voor RTL 5), waarin gepeste kinderen met verborgen camera's opnamen maakten van het gedrag van hun klasgenoten. In mei dat jaar verbood de rechter het uitzenden van de candid-onderdelen van één aflevering waarna deze aflevering in een andere vorm werd uitgezonden. Het programma werd gepresenteerd door Johnny de Mol en Dennis Weening en won een prijs voor ‘Beste Reality’. Project P won de televisievakprijs voor ‘Beste Reality’ bij de TV-Beelden in 2015. Onder de naam The Bully Project was het programma te zien in o.a. Italië, Spanje en Australië waar lokale versies werden geproduceerd.
In hetzelfde jaar ontwikkelde Skyhigh voor de EO het programma Weglopers over weggelopen jongeren. Het programma zou gepresenteerd worden door Bert van Leeuwen. Dit programma werd echter nooit uitgezonden.
In juni 2015 kwam Skyhigh in het nieuws, toen in een uitzending van het EO-programma Hufterproef een montage bleek te zijn toegepast die het deed voorkomen alsof een vrouw zich racistisch had geuit. De EO kwam hierdoor onder vuur te liggen en eiste op zijn beurt excuses van het productiebedrijf. Er kwam een rectificatie.
Op 7 maart 2016 won Skyhigh TV wederom een TV Beeld in de categorie ‘Beste Reality’. Deze vakprijs was voor het programma Anita wordt opgenomen. In dit programma, geproduceerd voor KRO-NCRV, ontmoet Anita Witzier mensen met een psychiatrische aandoening en volgt zij het leven in twee klinieken. Ook het Skyhigh TV-programma Anti Pest Club dat voor de EO werd geproduceerd, viel in de prijzen en won een TV beeld voor het beste jeugdprogramma. Anti Pest Club won op 21 oktober 2016 ook de Cinekid Kinderkast Publieksprijs 2016. Op 19 september 2017 werd aan Anti Pest Club de prestigieuze prijs Rose d'Or uitgereikt in Berlijn.
Op 29 december 2016 veroordeelde de rechtbank Oost-Brabant een ex-brigadier van politie voor opzettelijke schending van zijn ambtsgeheim. Uit de uitspraak bleek dat de agent informatie uit politiesystemen doorgaf aan een door Skyhigh TV ingehuurde privédetective in het kader van onderzoek naar deelnemers aan het EO-programma Zo zijn we niet getrouwd. Skyhigh TV trof hierin geen blaam.
Het Skyhigh TV-programma Break free won in 2017 tijdens het prijzengala De TV beelden een TV beeld in de categorie beste factual programma.
In maart 2018 nam het Franse mediaconcern Lagardère Studios Skyhigh TV over.
In augustus 2018 werd het programma Tweestrijd genomineerd voor een Rose D’or in de categorie ‘Best Reality & Factual’. In dit programma dat Skyhigh TV voor de EO produceerde, werden jongeren met suïcidale gedachten gekoppeld aan jongeren met een terminale ziekte. De duo’s trokken een jaar met elkaar op om van elkaar te leren en elkaar waar mogelijk bij te staan. Dit drieluik werd uitgezonden op NPO 3 in de themamaand ‘depressie’. In september 2018 werd in Berlijn bekendgemaakt dat Tweestrijd in de prijzen was gevallen.